# Асгард (Каллисто)
Асгард (лат. Asgard) — вторая по размеру (после Вальхаллы) крупная кольцевая деталь на спутнике Юпитера Каллисто, диаметром 1600 км. Названа в честь Асгарда, града богов в германо-скандинавской мифологии. В центре Асгарда расположен купол ударного кратера Дох (лат. Doh).

## Утгард

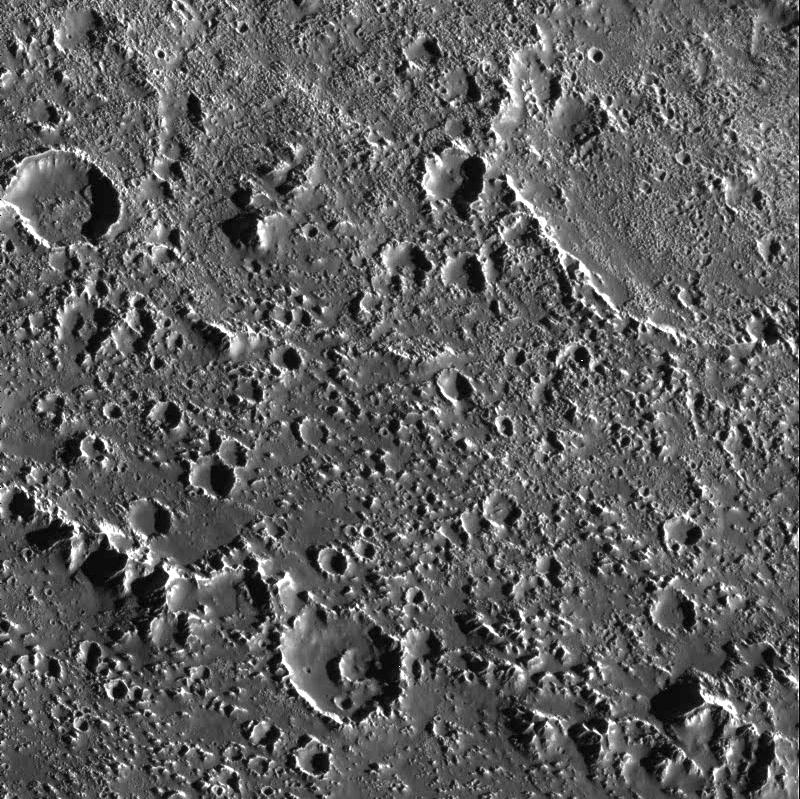
Поверхность чаши Асгарда

С северной частью Асгарда пересекается структура поменьше под названием Утгард (тоже из германо-скандинавской мифологии) диаметром около 600 км. В свою очередь, Утгард — четвёртая по размеру концентрическая структура на Каллисто. Существенная часть центральной области Утгарда покрыта отложениями из относительно молодого кратера Бурр.